# Gaghma Dwabzu
Gaghma Dwabzu – wieś w Gruzji, w regionie Guria, w gminie Ozurgeti. W 2014 roku liczyła 772 mieszkańców.